# 2024年パリオリンピックのゴルフ競技
2024年パリオリンピックのゴルフ競技は国際ゴルフ連盟（IGF）の管轄の下で実施されたオリンピックのゴルフ競技。会場はパリ郊外ギュイヤンクールのル・ゴルフ・ナショナル。男子は2024年8月1日から4日、女子は同7日から10日まで開催された。

## 概要
本大会の参加選手は男女各60名であり、男子は2024年6月17日、女子は同24日時点において、IGFが定めた五輪ランキングの上位59名と開催国フランスの選手1名に出場資格が与えられるが、下記の通り、複数の条件がある。
1. ランキング上位15名（ただし各国最大4人まで）は自動的に出場権が与えられる[5]。
2. 残り44名はランキング16位以下の選手の内、上位から順に15位以内の選手も含めて1カ国からは2名まで、かつ5大陸（アフリカ、アメリカ、アジア、ヨーロッパ、オセアニア）からの選手を1名ずつ以上含むよう、出場権が与えられる。
3. 開催国フランスからは男女1名ずつの出場が保証されているため、上記1.と2.で誰も出場権を得ていない場合に限り、ランキング最上位者に出場権が与えられる。

## 競技結果
| 種目 | 金                                          | 金  | 銀                                    | 銀  | 銅                  | 銅  |
| ---- | ------------------------------------------- | --- | ------------------------------------- | --- | ------------------- | --- |
| 男子 | スコッティ・シェフラー アメリカ合衆国 (USA) | 265 | トミー・フリートウッド イギリス (GBR) | 266 | 松山英樹 日本 (JPN) | 267 |
| 女子 | リディア・コ ニュージーランド (NZL)         | 278 | エスター・ヘンゼライト ドイツ (GER)   | 280 | 林希妤 中国 (CHN)   | 281 |